# واندروژه ویلکیه
واندروژه ویلکیه (به لاتین: Wądroże Wielkie) یک روستا در لهستان است که در گمینا واندروژه ویلکیه واقع شده‌است. واندروژه ویلکیه ۶۲۰ نفر جمعیت دارد.